# کادیم هریس
کادیم هریس (انگلیسی: Kadeem Harris؛ زادهٔ ۸ ژوئن ۱۹۹۳) بازیکن فوتبال اهل بریتانیا است.
از باشگاه‌هایی که در آن بازی کرده است می‌توان به باشگاه فوتبال شفیلد ونزدی، باشگاه فوتبال کاردیف سیتی، باشگاه فوتبال وایکام واندررز، باشگاه فوتبال بارنزلی، و باشگاه فوتبال برنتفورد اشاره کرد.